# William George Morgan
William George Morgan (Lockport, condado de Niágara, Nueva York, 23 de enero de 1870-27 de diciembre de 1942) fue director en la YMCA de Holyoke (Massachusetts). Es conocido por haber creado el voleibol.   

## Primeros años
William George Morgan se graduó de la escuela secundaria en Northfield Mount Hermon School y pasó a asistir a la YMCA International Training School, en Massachusetts con James Naismith, el inventor del baloncesto. Tanto Morgan como Naismith siguieron carreras en Educación Física en la YMCA (Asociación Cristiana de Hombres Jóvenes). Auburn, Maine, en la YMCA, fue donde Morgan pasó un año trabajando antes de graduarse de Springfield College. Durante el verano de 1895, Morgan se mudó a Holyoke, Massachusetts, donde continuó trabajando para la YMCA, convirtiéndose en Director de Educación Física. Con Morgan como director, le permitió diseñar planes de entrenamiento y enseñar deportes en profundidad a los jóvenes y adultos varones.

### Creando el deporte
Mientras trabajaba como Director de Educación Física en la YMCA en Holyoke, notó que el juego de baloncesto no estaba hecho para que lo jugaran todos. Los hombres jóvenes más débiles, los adultos no atléticos y los adultos mayores no pudieron seguir corriendo de un lado a otro de la cancha, junto con la cantidad de contacto con el que ocasionalmente se encontraban. Morgan tuvo que pensar en un juego en el que todos tuvieran la misma cantidad de participación, pero donde también tuvieran objetivos similares al baloncesto.
Entre tratar de impartir clases en la YMCA y crear un nuevo deporte adecuado para todos, Morgan decidió usar ideas de varios deportes como balonmano, tenis y bádminton, y su propio conocimiento de los métodos y la experiencia de entrenamiento deportivo, para crear un nuevo deporte. Decidió que el juego involucraría una red de seis pies y seis pulgadas en el medio que dividiría las 2 áreas de juego, y que se jugaría en una cancha de 30 pies × 60 pies, para que pudiera jugarse en gimnasios en cualquier parte del país.

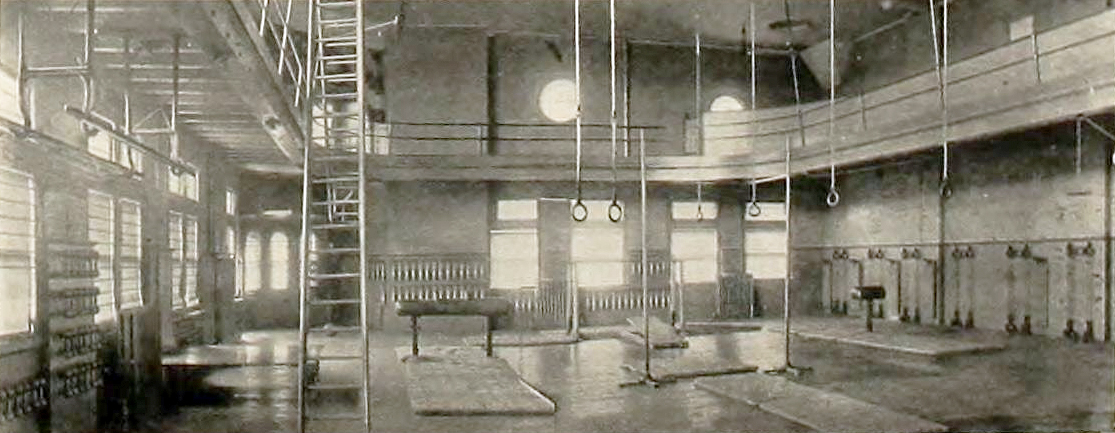
El gimnasio de la YMCA donde Morgan creó el voleibol, en Holyoke

Después de crear algunas reglas básicas, William Morgan tuvo que experimentar con su juego. Primero, tenía que decidir qué pelota usar. Una pelota de baloncesto pesaba demasiado mientras que la cámara de la pelota era demasiado ligera. Después de probar todas las pelotas que tenía disponibles, llegó a la conclusión de que su mejor opción era pedirle a AG Spalding & Bros. que le hiciera una pelota. Un joven diseñador de equipos de AG Spalding & Bros. y maestro sastre de telas marinas, Dale Callaghan, desarrolló y produjo el primer prototipo de voleibol. Morgan estaba muy satisfecho con el trabajo de Spalding & Bros. Crearon a Morgan la pelota perfecta para su deporte, cubierta de cuero, con una circunferencia de 25 a 27 pulgadas. La pelota también tenía el peso perfecto para el deporte de Morgan. La bola pesaba entre 9 y 12 onzas. Esta nueva pelota fue el toque final perfecto para los conceptos básicos del deporte. Lo último que tuvo que hacer Morgan fue crear un nombre. A Morgan se le ocurrió "Mintonette" como el nuevo nombre de su juego.

## Presentando el deporte
La primera vez que Morgan reveló su deporte a los otros directores de física fue en el YMCA ubicado en Springfield, en 1896. Presentó su nueva y creativa idea al Dr. Luther Halsey Gulick (director de la escuela de entrenamiento de educación física profesional) y al resto. de los Directores de Educación Física de la YMCA. El Dr. Gulick estaba tan complacido que le pidió a Morgan que presentara su deporte en el nuevo estadio de la escuela.
En preparación para su gran debut, Morgan creó 2 equipos de 5 hombres, que ayudarían en la demostración de “Mintonette” frente a los delegados de la conferencia en el East Gymnasium de Springfield College.
El 9 de febrero de 1895, William Morgan presentó su nuevo deporte al mundo. Cuando Morgan estaba explicando el juego antes de la demostración, mencionó algunas pautas clave en el juego de "Mintonette", como que el juego fue creado para que se pudiera jugar al aire libre y en gimnasios, así como el objetivo del juego. era mantener la pelota en acción mientras pasa de un lado de la red alta al otro.
Uno de los delegados de la conferencia, el profesor Alfred T. Halsted, amaba el juego de Mintonette, pero sentía que algo no andaba bien. El profesor Halsted sugirió que el nombre del juego debería ser Voleibol, ya que el objetivo principal del juego era "volear" la pelota a un jugador o por encima de la red. Morgan estuvo de acuerdo con la idea de Halsted y, desde entonces, el juego original de "Mintonette" se ha denominado Voleibol.
Morgan continuó modificando las reglas del juego hasta julio de 1896, cuando su deporte se agregó al primer manual oficial de la Liga Atlética de la YMCA de América del Norte.
William Morgan dejó su trabajo en la YMCA en 1897 para comenzar una nueva carrera en General Electric y Westinghouse. Se mantuvo en contacto con Springfield College y declaró que estaba "contento con el conocimiento de que el juego trajo una vida más rica a millones de personas en todo el mundo".

## Legado
En su tumba en el cementerio local de Glenwood se puede leer: "MORGAN, William G., 1870-1942 Inventor del voleibol". Existe una fundación que lleva su nombre, y en 1995, con ocasión del centenario del voleibol, se instituyó también un trofeo para jugadores jóvenes.
- Datos: Q313949
- Multimedia: William G. Morgan / Q313949

1. ↑  «Prominent Alumni - Historic Figures». Northfield Mount Hermon.